# 千巌渓

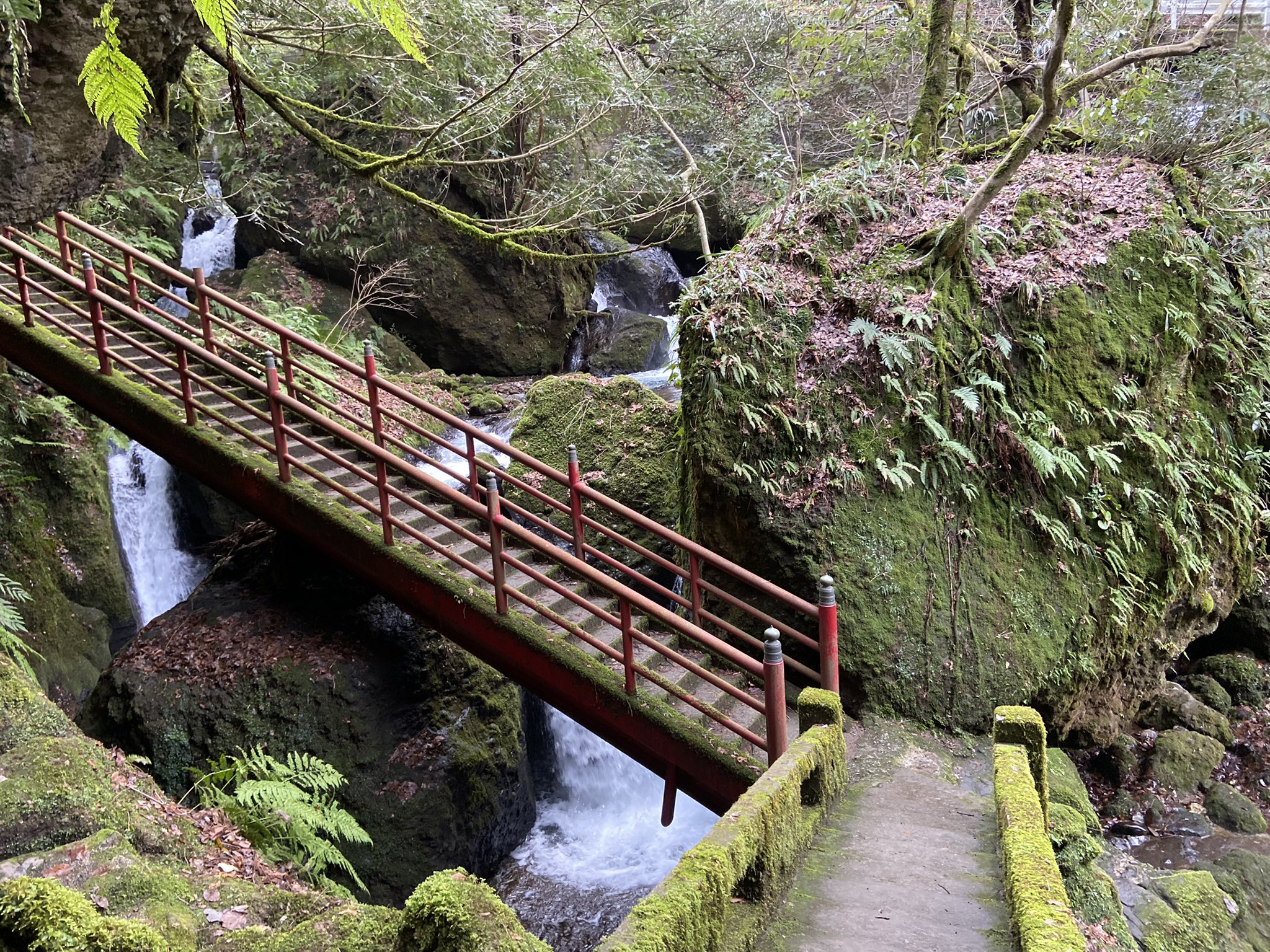
千巌渓(百滝渓）

千巌渓（せんがんけい）は、富山県中新川郡上市町の大岩川にある峡谷。

## 概要
標高160mで東西200mの狭い流域で、滝が多いことから百滝渓とも呼ばれる。双妹背岩、点空石、炉壇石、鯉梯石、蝦口石などの奇岩があり、水飛沫で非常に涼しく真夏でも寒さを覚えるほどである

## 自然
東西方向の谷で風が吹き込みにくい環境であり、水量が年中豊富な湿潤環境が保たれており、暖地性植物とブナ帯植物の両方が見られる。
高木層ではウラジロガシ、イタヤカエデ、フサザクラ、スギなどにフジが巻き付いた環境が広がり、さらに大きな岩が光を遮る事により渓谷下は昼間も暗くなっている。暗くなった渓谷の下では多雪地帯では珍しい暖地性シダであるタキミシダなどの多様なシダ類やほぼ全面が苔植物に覆われた見事な群落が見られる。

### コケ植物
崖や転石ではセン類でエビゴケ、シメリイワゴケ、ケチョウチンゴケ、マツムラゴケ、オオトラノオゴケが見られ、タイ類ではアズマゼニゴケやケゼニゴケ、マルバハネゴケ、ツノゴケ類ではアナナシツノゴケが生育する。樹幹ではセン類でホソバオキナゴケ、カガミゴケ、タイ類でコムチゴケやクビレケビラゴケが見られる。
また、環境庁指定の絶滅危惧種Ⅰ類の植物としてエゾノケビラゴケとトゲクラマゴケモドキが自生する。

## 地質
峡谷の上部では第三紀層である岩稲累層の安山岩凝灰角礫岩とその転石が広がり、下部においては楡原累層である砂岩と泥岩の互層が広がる。渓谷より上流にある高峰山北麓では釜池、つぶら池、ながら池の3池の他、無数の凹地がありそこで多くの水が伏流し渇水期においても湧水として下流に出る事で年中水量の安定した水源となっている
 。

## 交通アクセス
- 日石寺から徒歩30分ほど